# Елисеев, Евгений Александрович (1936)
Евгений Александрович Елисеев (род. 24 сентября 1936, п. Заря, Тегульдетский район, Западно-Сибирский край, РСФСР, СССР) — советский партийный деятель. Член ВКП(б) с 1959 года, кандидат в члены ЦК КПСС (1986-90). Депутат Совета Национальностей Верховного Совета СССР  (1984-89) от Хакасской АО. Народный депутат СССР. Кандидат экономических наук.

## Биография
Родился в поселке Заря Тегульдетского района Западно-Сибирского края (ныне в составе Томской области России), в семье крестьянина. Русский.
Окончил Высшую партийную школу при ЦК КПСС (заочно) в 1967 году.
В 1956-1960 гг. служил в армии.
С 1960 г. мастер-машинист буровых станков, мастер-электрик, секретарь комитета комсомола завода.
С 1962 года — на партийной работе в Красноярском крае: инструктор, зав. отделом райкома партии, с 1969 г. второй секретарь Кировского райкома, второй секретарь Красноярского горкома, зав. отделом Красноярского
крайкома партии.
В 1981—1983 годах — инструктор Отдела организационно-партийной работы ЦК КПСС.
В 1983—1985 годах — первый секретарь Хакасского обкома КПСС.
В 1985—1990 годах — первый секретарь Кабардино-Балкарского обкома КПСС.
В 1990 году — член КПК при ЦК КПСС.
В 1990 году — ответственный секретарь ЦКК КПСС.
В 1990—1991 годах — заместитель председателя ЦКК КПСС.